# Bob Dylan's Greatest Hits Volume 3
Bob Dylan's Greatest Hits Volume 3 es el tercer álbum recopilatorio de la carrera musical del músico estadounidense Bob Dylan, publicado por la compañía discográfica Columbia Records en noviembre de 1994. El álbum alcanzó el puesto 128 en la lista estadounidense Billboard 200 y fue certificado por la RIAA como disco de oro al superar el medio millón de copias vendidas en el país.

## Contenido
El álbum recopila canciones publicadas entre 1973 y 1991, el periodo posterior a la publicación de los dos anteriores volúmenes, Bob Dylan's Greatest Hits y Bob Dylan's Greatest Hits Vol. 2. En los tres discos está representado todo el catálogo musical de Dylan, con la excepción del álbum Dylan, recopilado por Columbia Records tras la marcha de Dylan a Asylum Records; The Basement Tapes, Saved y Empire Burlesque.
La canción «Groom's Still Waitint at the Altar» fue añadida en impresiones tardías del álbum Shot of Love e inicialmente publicada como cara B del sencillo «Heart of Mine». Además, incluye el tema «Dignity», una canción descartada de las sesiones de grabación de Oh Mercy (1989) y producida en el otoño de 1994 por Brendan O'Brien.
Seis de las canciones de Bob Dylan's Greatest Hits Vol. 3 fueron publicadas como sencillos en Estados Unidos: «Changing of the Guards» y «Jokerman» no entraron en las listas de éxitos, mientras que «Knockin' on Heaven's Door» alcanzó el puesto 12, «Tangled Up in Blue» el puesto 31, «Hurricane» el 33 y «Gotta Serve Somebody» el 24. 
En 2003, el álbum fue reeditado junto a los otros dos grandes éxitos de Dylan en una única caja de cuatro discos titulada Greatest Hits Volumes I-III.

## Lista de canciones
Todas las canciones escritas y compuestas por Bob Dylan excepto donde se anota. 
| N.º | Título                                   | Escritor(es)             | Duración |  |
| 1.  | «Tangled Up in Blue»                     |                          | 5:42     |  |
| 2.  | «Changing of the Guards»                 |                          | 6:36     |  |
| 3.  | «The Groom's Still Waiting at the Altar» |                          | 4:03     |  |
| 4.  | «Hurricane»                              | Bob Dylan, Jacques Levy  | 8:34     |  |
| 5.  | «Forever Young»                          |                          | 4:58     |  |
| 6.  | «Jokerman»                               |                          | 6:16     |  |
| 7.  | «Dignity»                                |                          | 5:58     |  |
| 8.  | «Silvio»                                 | Bob Dylan, Robert Hunter | 3:07     |  |
| 9.  | «Ring Them Bells»                        |                          | 3:02     |  |
| 10. | «Gotta Serve Somebody»                   |                          | 5:25     |  |
| 11. | «Series of Dreams»                       |                          | 5:53     |  |
| 12. | «Brownsville Girl»                       | Bob Dylan, Sam Shepard   | 11:04    |  |
| 13. | «Under the Red Sky»                      |                          | 4:09     |  |
| 14. | «Knockin' on Heaven's Door»              |                          | 2:30     |  |

## Posición en listas
| País           | Lista                 | Posición |
| -------------- | --------------------- | -------- |
| Estados Unidos | Billboard 200         | 128      |
| Suiza          | Swiss Top álbumes 100 | 46       |